# Barva půdy

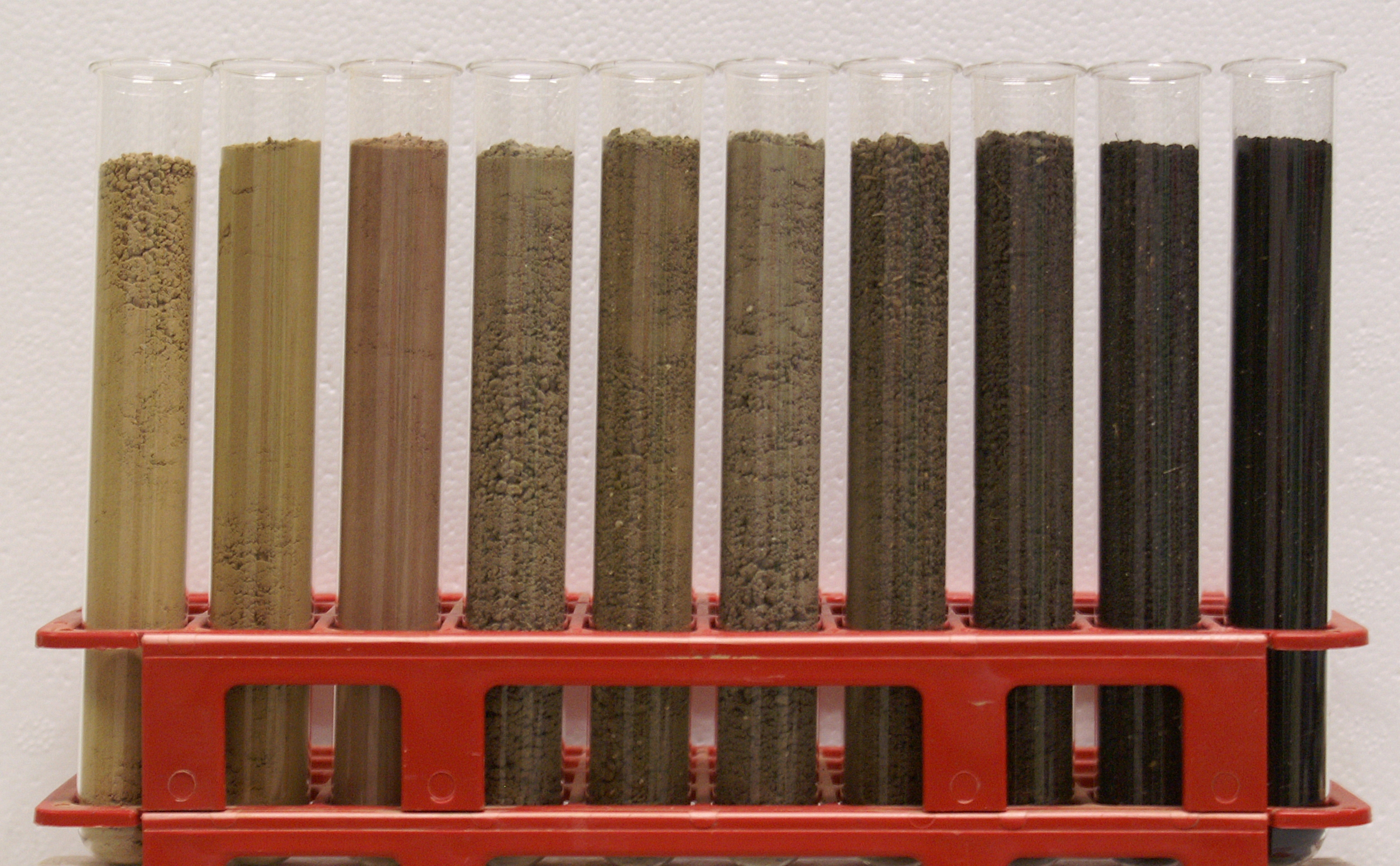
vzorky různorodého humusu

Barva půdy je jedním z fyzikálních znaků půdy udávající hlavně chemické složení tohoto tělesa a procesy v něm probíhající. Je to též jeden z hlavních morfologických znaků. Pro přesnější určení barvy půdy v půdním profilu se používá standardizovaná Munsellova barevná tabulka.

## Faktory ovlivňující barvu půdy
Faktory ovlivňující barvu půdního profilu jsou dva: chemické složení a půdní proces, samostatně, nebo ve vzájemné kombinaci. Následuje hrubý přehled činitelů ovlivňujících barevost půdy:
- chemická složka – v tomto případě se barevnost projevuje při vyšším výskytu dané látky v půdě
  - humus – způsobuje tmavěhnědé až černé zbarvení
  - křemen, kalcit, živce, kaolinit – způsobují bělavý odstín půdního profilu
  - železité sloučeniny (goethit, hematit, atd.) – způsobují žlutohnědavý až rezavěčervený odstín
  - železnaté sloučeniny – způsobují světlezelený či světlemodrý nádech půdy
  - sloučeniny manganu – způsobují černohnědý odstín

- půdní proces – funguje na bázi chemických sloučenin
  - hnědnutí (neboli braunifikace) – způsobuje hnědnutí půd
  - oglejení – způsobuje zelenavé, modravé či šedočerné zabarvení
  - pseudooglejení – zanechává v půdním profilu bělavé linky či mramorování
  - rubifikace – způsobuje oranžové až skořicově-červené zabarvení
  - zasolování – v půdě zanechává bělavé linky či mramorování